# 全日空貨物機失踪事故
全日空貨物機失踪事故（ぜんにっくうかもつきしっそうじこ）とは、1965年（昭和40年）2月に全日本空輸の貨物機が巡航中失踪した航空事故である。
後に墜落していたことが判明したが、機体が発見されたのは22ヵ月後であり、そのうえ捜索範囲から大きく離れた地点であった。

## 事故の概略
全日空のダグラス DC-3貨物専用機（機体記号JA5080、1942年製造）が失踪したのは1965年2月14日未明のことであった。当時、全日空は郵便物などを運ぶ深夜貨物便を運航していた。
失踪した貨物機は144個1,870kgの貨物を搭載して午前3時50分に大阪国際空港を離陸した。貨物の中には世界的タンゴ楽団 アルフレッド・ハウゼ タンゴ・オーケストラが東京公演に使用する楽器（およそ100万円相当）が含まれており、全搭載貨物の3分の2を占めていた。
午前4時25分に事故機は「愛知県知多半島河和VOR通過、同4時39分浜松通過見込み」と東京の航空交通管制本部に連絡したあと消息を絶った。
事故機は午前5時45分に東京・羽田空港に着陸する予定であったが、搭載燃料は360ガロン、4時間分しか搭載されておらず、遭難が確実となり大規模な捜索が開始された。なお、前述の楽器を喪失した楽団は、14日の東京公演をNHK交響楽団から楽器を借りて行った。

## 失踪宣告
貨物機は最終連絡の地点から推定して知多半島から遠州灘沿岸部で遭難したとみられていた。また最後の通信の直後に墜落した可能性もあったが、通信機の故障でもっと遠くまで飛行していた可能性もあり、捜索範囲はしぼりきれなかった。
事故当初は全日空の同僚機による空中からの捜索で知多半島の南側海域で事故機の残骸を発見したとの報告があったため、三河湾に墜落したと推定されたが、これは海上保安庁の捜索で貨物機とは無関係と判明した。
そのため最初の捜索は空振りに終わり、貨物機が予定していた航路上の紀伊半島から房総半島にかけて大掛かりな捜索が行なわれたが、貨物機は発見されず、行方不明と断定された。また捜索は10月の南アルプスを最後に打ち切られた。なお貨物機と思われる航空機のプロペラ音を午前4時45分ごろに航空自衛隊浜松基地の宿直の隊員が聞いたとの報告もあったが、貨物機の最期はまったく不明であった。
そのため全日空は4月14日にJA5080機を航空法8条第1項第2号により2ヵ月以上不明の場合の特例を適用して民間航空機登録の抹消手続きをとった。また搭乗していたはずの機長（当時38歳）と副操縦士（当時26歳）の二人については民法30条2項の特例を適用（生存の見込みなしとして死亡扱いとなる）され翌年2月14日に失踪宣告の申立てが行われた。
後に航空関係の文献や当時の報道資料に、「貨物機自体に民間航空史上はじめての失踪宣告が行われた」との記述があるが、これは搭乗員の失踪宣告と混同した可能性があり、誤りである。

## 発見

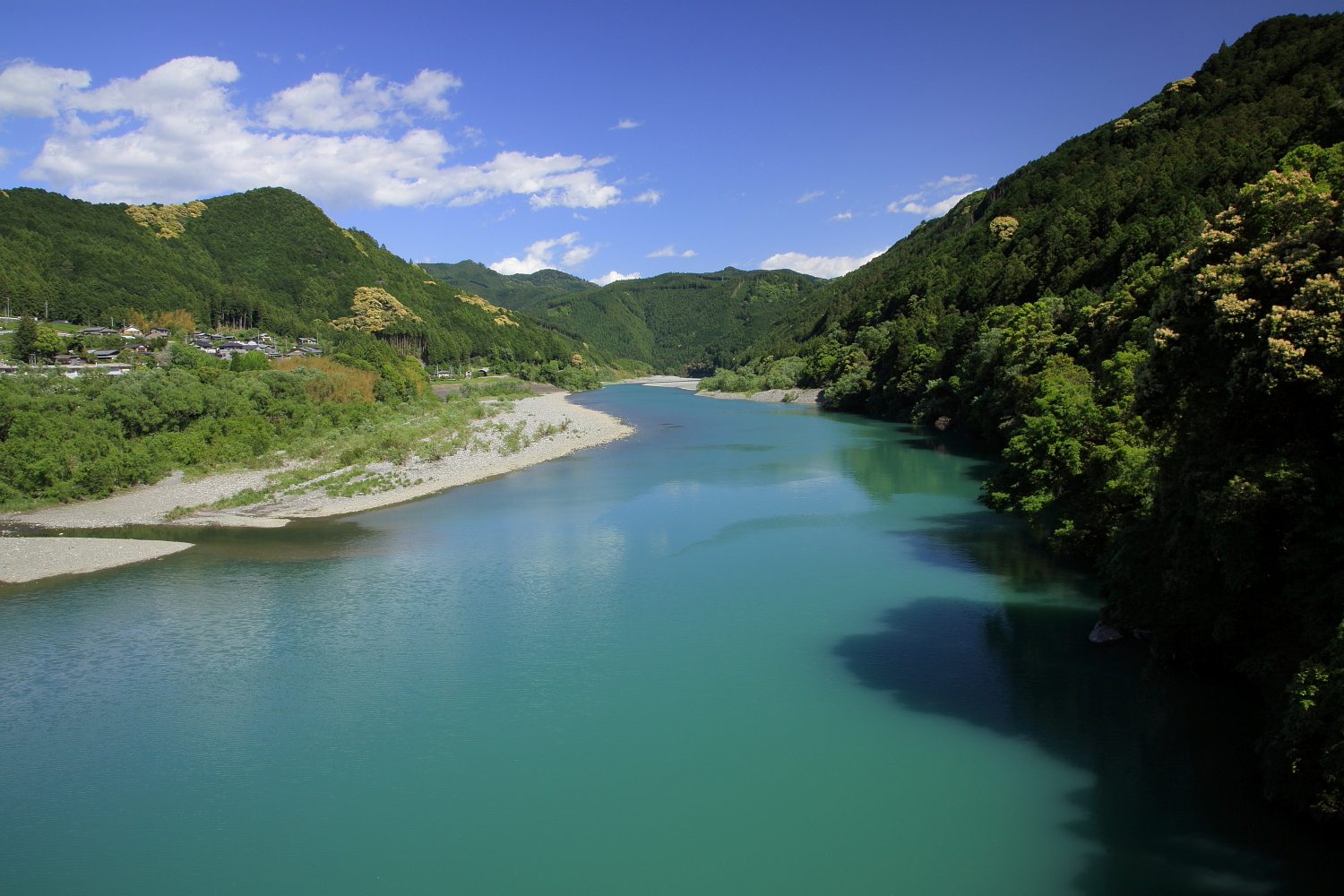
墜落地点近隣の天竜川

失踪していたJA5080の残骸が発見されたのは、事故発生から22ヶ月後の1966年12月29日であった。沿岸部から遠く離れた浜松市の北北東約70kmの静岡県磐田郡（現在の浜松市天竜区）にある南アルプス中ノ尾根山(2,296m)の山頂付近・標高2200mの国有林で、静岡県磐田郡の鹿狩りのハンターが雪の中から発見したものである。
現場に落ちていたフライトプランなどの遺留品からJA5080機であることが判明した。事故機は大地に衝突したのではなく、空中分解したかのようにバラバラになっていた。また乗員2名の遺体も、12月31日に行われた警察による捜索で機体残骸の下から発見された。

## 事故原因
墜落したダグラスDC-3型機には、ブラックボックス（フライトデータレコーダー、コックピットボイスレコーダー）が搭載されていなかったため、事故原因は不明であった。
なお事故当日は気象状態が悪く、事故機も予定では東京から大阪へ飛行し、折り返し午前3時ごろに大阪を離陸するはずであったが、激しい雷雨のため離陸が遅れていた。天候回復後に離陸したが、遭難したとみられる午前4時半前後の名古屋地方は猛烈な雷雨に襲われていた。
そのため事故機が知多半島から左に大きく旋回して静岡県の山奥に墜落したのは、温暖前線が東進している最中の激しい雷雨と突風の中で計器が誤作動したためであり、墜落したのも空中でウインドシア（乱気流）もしくは雷の直撃を受けたためではないかとみられているが、確定はされていない。